# 京都丹の国農業協同組合
京都丹の国農業協同組合（きょうとにのくにのうぎょうきょうどうくみあい、通称JA京都にのくに）は、京都府綾部市宮代町に本店を置く農業協同組合。

## 業務区域
- 京都府綾部市
- 京都府舞鶴市
- 京都府福知山市の一部

## 沿革
- 1997年（平成9年）：綾部市、下豊富、中六人部、三和町、夜久野、大江町、舞鶴、舞鶴中筋、両丹茶農の9農協が合併。
- 2003年（平成15年）：舞鶴市に青葉支店、加佐支店を新設。
- 2006年（平成18年）：舞鶴彩菜館、開設。
- 2007年（平成19年）：福知山彩菜館、開設。

## 特産品
- 万願寺とうがらし（舞鶴市）